# Joel Michaely
Joel Michaely est un acteur et producteur américain.

## Filmographie

### Comme acteur
- 1989 : Cutting Class : Kid in Crowd
- 1998 : Clips' Place (TV)
- 1998 : Big Party (Can't Hardly Wait) : Geoff, X-Phile #1
- 1999 : Student Affairs (TV) : Saul
- 1999 : But I'm a Cheerleader : Joel Goldberg
- 2000 : If Tomorrow Comes : Gilbert
- 2000 : This Is How the World Ends (TV) : Bruce
- 2000 : Bobby's Whore : Jimmy
- 2001 : Clay Pride: Being Clay in America : Gary
- 2001 : Ghost World : Porno Cashier
- 2002 : Repli-Kate : Liquor Store Clerk
- 2002 : Rent Control : Peter
- 2002 : L.A.X. : Steven Belson
- 2002 : Les Lois de l'attraction (The Rules of Attraction) : Raymond
- 2003 : This Girl's Life : Jetson
- 2003 : Wonderland : Bruce
- 2004 : Piggy Banks : Jerry
- 2004 : I Am Stamos : Photomat Clerk
- 2004 : L.A. D.J. : Joel The Party Planner
- 2004 : Open House (en) : Lamar
- 2004 : Roomies : Christian
- 2005 : The Still Life : Robert
- 2005 : Guy in Row Five : Simon
- 2005 : Kiss Kiss Bang Bang (Kiss Kiss Bang Bang) : Eugene
- 2005 : Cruel World : Jack
- 2005 : Freezerburn : Jeff
- 2006 : Cult– : Alex
- 2013 : Qui a peur de Vagina Wolf ? (Who's Afraid of Vagina Wolf?) : Robert
- 2020 : Run Hide Fight
- 2021 : Vanquish
- 2021 : The Card Counter de Paul Schrader

### Comme producteur
- 2005 : The Quiet
- 2015 : Michael de Justin Kelly
- 2020 : The Card Counter de Paul Schrader